# Eucyclops multicolor
Eucyclops multicolor – gatunek widłonoga z rodziny Cyclopidae, nazwa naukowa gatunku została po raz pierwszy opublikowana w 1935 roku przez szwedzkiego zoologa Knuta Lindberga.